# Urdă
Urdă (em romeno: ˈurdə, em macedônio/macedónio:  урда, urda) é um queijo fresco presente na culinária romena e macedônia, feito a partir de soro de leite de ovelha, vaca ou cabra. Muitas vezes, é feito em moldes de uma meia esfera fina e sedosa.